# Natsuyuki Nakanishi
Pour les articles homonymes, voir Nakanishi.
Natsuyuki Nakanishi (中西 夏之, Nakanishi Natsuyuki) est un artiste sculpteur à tendance pop art, japonais du XXe siècle, né le 14 juillet 1935 à Tokyo et décédé le 23 octobre 2016.

## Biographie
Après des études de peinture à l'université des arts de Tokyo de 1954 à 1958, Nakanishi  Natsuyuki commence à enseigner dans des écoles élémentaires.
Il participe à de nombreuses expositions collectives depuis 1959, y compris L'Aventure de l'art japonais contemporain au Musée d'art moderne de Tokyo et Nouvelle Génération de sculpteurs japonais dans ce même musée en 1961 et 1963, puis,  Tendances de la peinture et de la sculpture japonaises contemporaines  au Musée d’art moderne de Kyoto en 1964.
Depuis la fin des années 1950, il organise annuellement une exposition particulière à Tokyo.

## Musées
- Nagoka (Musée d'art contemporain) :
  - Sans titre.
- New York  (musée d'art moderne de New York) :
  - Sans titre.